# Dipteris wallichii
Dipteris wallichii är en ormbunkeart som först beskrevs av Robert Brown, och fick sitt nu gällande namn av Moore. Dipteris wallichii ingår i släktet Dipteris och familjen Dipteridaceae. Inga underarter finns listade.